# Micro Bit
Micro Bit (noto anche come BBC Micro Bit, stilizzato come micro:bit) è un sistema embedded basato su architettura ARM progettato dalla BBC per l'utilizzo nella formazione informatica nel Regno Unito. Il dispositivo è stato distribuito gratuitamente ad ogni alunno nel Regno Unito al settimo anno di scuola (circa 11 anni di età) nel 2016. Ora è disponibile per l'acquisto ad un prezzo inferiore a 25 euro circa.
Il dispositivo è dotato di un processore ARM Cortex-M0, misura 4x5 cm, dispone di accelerometro e magnetometro, connettività USB e Bluetooth, display composto da 25 LED in una matrice 5x5, due tasti programmabili. Può essere alimentato via USB o da batteria esterna. È inoltre dotato di un connettore slot da 23 pin, cinque dei quali (di maggiori dimensioni) pensati per essere utilizzati anche con clip a coccodrillo o connettori a banana da 4 mm.
La piattaforma supporta ufficialmente lo sviluppo di software in Python e C++.